# Mostra de Venise 2000
La Mostra de Venise 2000 — ou la 57e édition de la Mostra de Venise ou encore la 57e édition du Festival international du film de Venise (en italien : 57ª edizione della Mostra internazionale d'arte cinematografica) — est un festival de cinéma international qui s'est tenu à Venise en Italie du 30 août au 9 septembre 2000.

## Jury
- Compétition : Miloš Forman (président, Tchécoslovaquie), Giuseppe Bertolucci (Italie), Claude Chabrol (France), Jennifer Jason Leigh (É.-U.), Tahar Ben Jelloun (Maroc), Andreas Kilb (Allemagne), Samira Makhmalbaf (Iran).
- Jury international Corto-Cortissimo : Georges Bollon (président, France), Giuseppe Piccioni (Italie), Nina Proll (Autriche)
- Première œuvre : Mimmo Calopresti (président, Italie), Atom Egoyan (Canada), Bill Krohn (É.-U.), Chiara Mastroianni (Italie), Peter Mullan (Grande-Bretagne).

## Sélection

### Compétition
- Docteur T et les Femmes (Dr. T and the Women) de Robert Altman
- Freedom de Šarūnas Bartas
- Selon Matthieu de Xavier Beauvois
- Durian Durian de Fruit Chan
- Il partigiano Johnny de Guido Chiesa
- Uttara de Buddhadev Dasgupta
- Parole et Utopie (Palavra e Utopia) de Manoel de Oliveira
- Liam de Stephen Frears
- Les Cent Pas (I cento passi) de Marco Tullio Giordana
- L'Île (Seom) de Kim Ki-duk
- La Déesse de 1967 (The Goddess of 1967) de Clara Law
- La Lingua del santo de Carlo Mazzacurati
- Le Cercle (Dayereh) de Jafar Panahi
- Platform de Jia Zhangke
- Les Larmes d'un homme (The Man Who Cried) de Sally Potter
- O Fantasma de João Pedro Rodrigues
- Comédie de l'innocence de Raoul Ruiz
- Denti de Gabriele Salvatores
- La Vierge des tueurs (La virgen de los sicarios) de Barbet Schroeder
- Avant la nuit (Before Night Falls) de Julian Schnabel

### Hors compétition
- Space Cowboys de Clint Eastwood (film d'ouverture)

## Palmarès

### Palmarès officiel
- Lion d'or (du meilleur film) : Le Cercle (Dayereh) de Jafar Panahi
- Grand prix spécial du jury : Avant la nuit (Before Night Falls) de Julian Schnabel
- Lion d'argent (du meilleur réalisateur) : Buddhadev Dasgupta pour Uttara
- Coupe Volpi de la meilleure interprétation masculine : Javier Bardem pour Avant la nuit de Julian Schnabel
- Coupe Volpi de la meilleure interprétation féminine : Rose Byrne pour La Déesse de 1967 de Clara Law
- Prix Marcello-Mastroianni (jeune acteur ou actrice) : Megan Burns pour Liam de Stephen Frears
- Prix Luigi-De-Laurentis (meilleure première œuvre) : La Faute à Voltaire de Abdellatif Kechiche
- Lion d'or pour l'ensemble de la carrière : Clint Eastwood

### Autres prix
- Prix Robert-Bresson (décerné par l'Église catholique) : Giuseppe Tornatore